# Cercemaggiore
Cercemaggiore är en ort och kommun i provinsen Campobasso i regionen Molise i Italien. Kommunen hade 3 686 invånare (2018).